# Hải Yên
Hải Yên là phường thuộc thành phố Móng Cái, tỉnh Quảng Ninh, Việt Nam.

## Địa giới hành chính
Phuòng Hải Yên nằm ở phía bắc của thành phố Móng Cái.
- Phía đông giáp Trung Quốc và phường Ninh Dương
- Phía nam giáp các xã Vạn Ninh và Hải Đông
- Phía tây giáp xã Hải Đông
- Phía bắc giáp xã Bắc Sơn.

## Điều kiện tự nhiên, xã hội
Hải Yên là một địa phương kinh tế mới được hình thành và phát triển từ năm 1978; có đường biên giới quốc gia dài 3,5 km; có trục đường Quốc lộ 18A chạy dọc phường dài 7 km; có tài nguyên rừng - biển; có vị trí địa lý nằm gần với trung tâm thương mại thành phố Móng Cái. Tuy nhiên cơ cấu ngành nghề, sản xuất nông nghiệp vẫn chiếm 60%  còn lại thương mại và dịch vụ, do vậy đời sống nhân dân còn nhiều khó khăn, trình độ dân trí không đồng đều, cơ sở hạ tầng và quy hoạch đô thị còn nhiều bất cập và chưa được đầu tư xứng tầm với sự phát triển của đô thị.

## Chức năng, nhiệm vụ của đơn vị
Cấp uỷ, chính quyền Phường Hải Yên chịu sự lãnh đạo, chỉ đạo của Thành uỷ, HĐND, UBND Thành phố; thực hiện các chức năng nhiệm vụ theo các điều quy định tại mục 3 chương II luật tổ chức HĐND và UBND ngày 26/11/2003, các lĩnh vực quản lý điều hành bao gồm toàn bộ các hoạt động về phát triển kinh tế - Chính trị ; An ninh – Quốc phòng ; Văn hoá - Xã hội... trên địa bàn.

## Lịch sử hành chính
Năm 1979, xã Đoan Tĩnh thuộc huyện Hải Ninh được đổi tên thành xã Hải Yên.
Năm 1998, phường Hải Yên thuộc thị xã Móng Cái mới thành lập trên cơ sở huyện Hải Ninh.